# Tungvikt i grekisk-romersk stil i brottning vid olympiska sommarspelen 1976
Herrarnas brottningsturnering i grekisk-romersk stil i viktklassen tungvikt vid olympiska sommarspelen 1976 avgjordes i Maurice Richard Arena i Montréal. 

## Medaljörer
| Klass    | Guld                              | Silver                    | Brons                        |
| Tungvikt | Nikolaj Balbosjin · Sovjetunionen | Kamen Goranov · Bulgarien | Andrzej Skrzydlewski · Polen |

## Resultat
Legend
- TF — Vinst genom fall
- IN — Vinst genom att motståndaren skadas
- DQ — Vinst genom passivitet
- D1 — Vinst genom passivitet, vinnaren är också passiv
- D2 — Båda brottarna förlorade på grund av passivitet
- FF — Vinst genom förverkande
- DNA — Anlände inte
- TPP — Totala straffpoäng
- MPP — Matchstraffpoäng

Straff
- 0 — Vinst genom fall, teknisk överlägsenhet, passivitet, skada och förverkande
- 0.5 — Vinst på poäng, 8-11 poängs skillnad
- 1 — Vinst på poäng, 1-7 poängs skillnad
- 2 — Vinst på passivitet,  vinnaren är också passiv
- 3 — Förlust på poäng, 1-7 poängs skillnad
- 3.5 — Förlust på poäng, 8-11 poängs skillnad
- 4 — Förlust genom fall, teknisk överlägsenhet, passivitet, skada och förverkande

### Elimineringsrunda

#### Omgång 1
| TPP | MPP |                            | Poäng     |                         | MPP | TPP |
| --- | --- | -------------------------- | --------- | ----------------------- | --- | --- |
| 0   | 0   | Andrzej Skrzydlewski (POL) | TF / 2:24 | Bahram Moshtaghi (IRI)  | 4   | 4   |
| 1   | 1   | Brad Rheingans (USA)       | 4 - 3     | Tore Hem (NOR)          | 3   | 3   |
| 4   | 4   | Yasunari Akiyama (JPN)     | DQ / 8:53 | Fredi Albrecht (GDR)    | 0   | 0   |
| 0   | 0   | József Farkas (HUN)        | TF / 2:24 | Robert N'Diaye (SEN)    | 4   | 4   |
| 4   | 4   | Nicolae Martinescu (ROU)   | TF / 1:23 | Nikolaj Balbosjin (URS) | 0   | 0   |
| 0   | 0   | Kamen Goranov (BUL)        | TF / 1:52 | Heinz Schäfer (FRG)     | 4   | 4   |
| 0   |     | Daniel Verník (ARG)        |           | Bye                     |     |     |

#### Omgång 2
| TPP | MPP |                         | Poäng     |                            | MPP | TPP |
| --- | --- | ----------------------- | --------- | -------------------------- | --- | --- |
| 4   | 4   | Daniel Verník (ARG)     | TF / 1:17 | Andrzej Skrzydlewski (POL) | 0   | 0   |
| 8   | 4   | Bahram Moshtaghi (IRI)  | TF / 0:34 | Brad Rheingans (USA)       | 0   | 1   |
| 3   | 0   | Tore Hem (NOR)          | TF / 5:40 | Yasunari Akiyama (JPN)     | 4   | 8   |
| 4   | 4   | Fredi Albrecht (GDR)    | D2 / 8:00 | József Farkas (HUN)        | 4   | 4   |
| 8   | 4   | Robert N'Diaye (SEN)    | TF / 2:18 | Nicolae Martinescu (ROU)   | 0   | 4   |
| 0   | 0   | Nikolaj Balbosjin (URS) | DQ / 5:51 | Kamen Goranov (BUL)        | 4   | 4   |
| 4   |     | Heinz Schäfer (FRG)     |           | Bye                        |     |     |

#### Omgång 3
| TPP | MPP |                            | Poäng     |                         | MPP | TPP |
| --- | --- | -------------------------- | --------- | ----------------------- | --- | --- |
| 4   | 0   | Heinz Schäfer (FRG)        | TF / 1:57 | Daniel Verník (ARG)     | 4   | 8   |
| 3   | 3   | Andrzej Skrzydlewski (POL) | 7 - 9     | Brad Rheingans (USA)    | 1   | 2   |
| 3   | 0   | Tore Hem (NOR)             | DQ / 8:56 | Fredi Albrecht (GDR)    | 4   | 8   |
| 8   | 4   | József Farkas (HUN)        | TF / 3:32 | Nikolaj Balbosjin (URS) | 0   | 0   |
| 8   | 4   | Nicolae Martinescu (ROU)   | TF / 5:51 | Kamen Goranov (BUL)     | 0   | 4   |

#### Omgång 4
| TPP | MPP |                      | Poäng     |                            | MPP | TPP |
| --- | --- | -------------------- | --------- | -------------------------- | --- | --- |
| 8   | 4   | Heinz Schäfer (FRG)  | TF / 2:59 | Andrzej Skrzydlewski (POL) | 0   | 3   |
| 6   | 4   | Brad Rheingans (USA) | TF / 3:58 | Nikolaj Balbosjin (URS)    | 0   | 0   |
| 7   | 4   | Tore Hem (NOR)       | TF / 1:14 | Kamen Goranov (BUL)        | 0   | 4   |

#### Sista omgångarna
| TPP | MPP |                            | Poäng     |                            | MPP | TPP |
| --- | --- | -------------------------- | --------- | -------------------------- | --- | --- |
|     | 0   | Nikolaj Balbosjin (URS)    | DQ / 5:51 | Kamen Goranov (BUL)        | 4   |     |
|     | 4   | Andrzej Skrzydlewski (POL) | TF / 2:04 | Nikolaj Balbosjin (URS)    | 0   | 0   |
| 5   | 1   | Kamen Goranov (BUL)        | 6 - 2     | Andrzej Skrzydlewski (POL) | 3   | 7   |